# بيليانا بلافسيك
بيليانا بلافشيتش (بالصربية: Биљана Плавшић) (ولدت في 7 يوليو 1930) هي سياسية وأستاذة جامعية سابقة من صرب البوسنة والهرسك وشغلت منصب رئيسة جمهورية صرب البوسنة وأدينت لاحقا بارتكاب جرائم ضد الإنسانية لدورها في حرب البوسنة والهرسك.
اتهمت بلافشيتش في عام 2001 من قبل المحكمة الجنائية الدولية ليوغوسلافيا السابقة بارتكاب جرائم حرب خلال حرب البوسنة والهرسك. ناشدت المحكمة الجنائية الدولية ليوغوسلافيا السابقة وحُكم عليها بالسجن 11 عام في عام 2003 لتسجن في سجن سويدي.
أطلق سراحها في 27 أكتوبر 2009 بعد أن أمضت ثلثي عقوبتها. بلافشيتش إلى جانب رادوفان كاراديتش السياسي الصربي البوسني الأعلى رتبة الذي يحكم عليه. قبل دخولها عالم السياسة قامت بتدريس علم الأحياء في جامعة سراييفو.

## المسيرة الأكاديمية
كانت بلافشيتش أستاذة جامعية تدرس علم الأحياء في جامعة سراييفو وكانت عميدة لكلية العلوم الطبيعية والرياضيات. وهي حاصلة على منحة فولبرايت وبالتالي أمضت عامين في معهد بويس طومسون بجامعة كورنيل في نيويورك لإجراء أبحاث في علم النبات. ثم تخصصت في الفحص المجهري الإلكتروني في لندن وعلم الفيروسات في براغ وباري. نشرت أكثر من مائة عمل علمي وورقة.

## المسيرة السياسية
كانت بلافشيتش عضوة في الحزب الديمقراطي الصربي. كانت أول امرأة عضوة في رئاسة جمهورية البوسنة والهرسك الاشتراكية حيث خدمت من 18 نوفمبر 1990 حتى أبريل 1992 بعد انتخابها في أول انتخابات متعددة الأحزاب في عام 1990 في البوسنة والهرسك. في الفترة من 28 فبراير 1992 إلى 12 مايو 1992 أصبحت بلافشيتش أحد الرئيسين بالنيابة لجمهورية البوسنة والهرسك الصربية التي نصبت نفسها بنفسها. وبعد ذلك أصبحت واحدة من نائبي رئيس جمهورية صرب البوسنة ومنذ حوالي 30 نوفمبر 1992 كانت عضوة في القيادة العليا للقوات المسلحة لجمهورية صرب البوسنة.

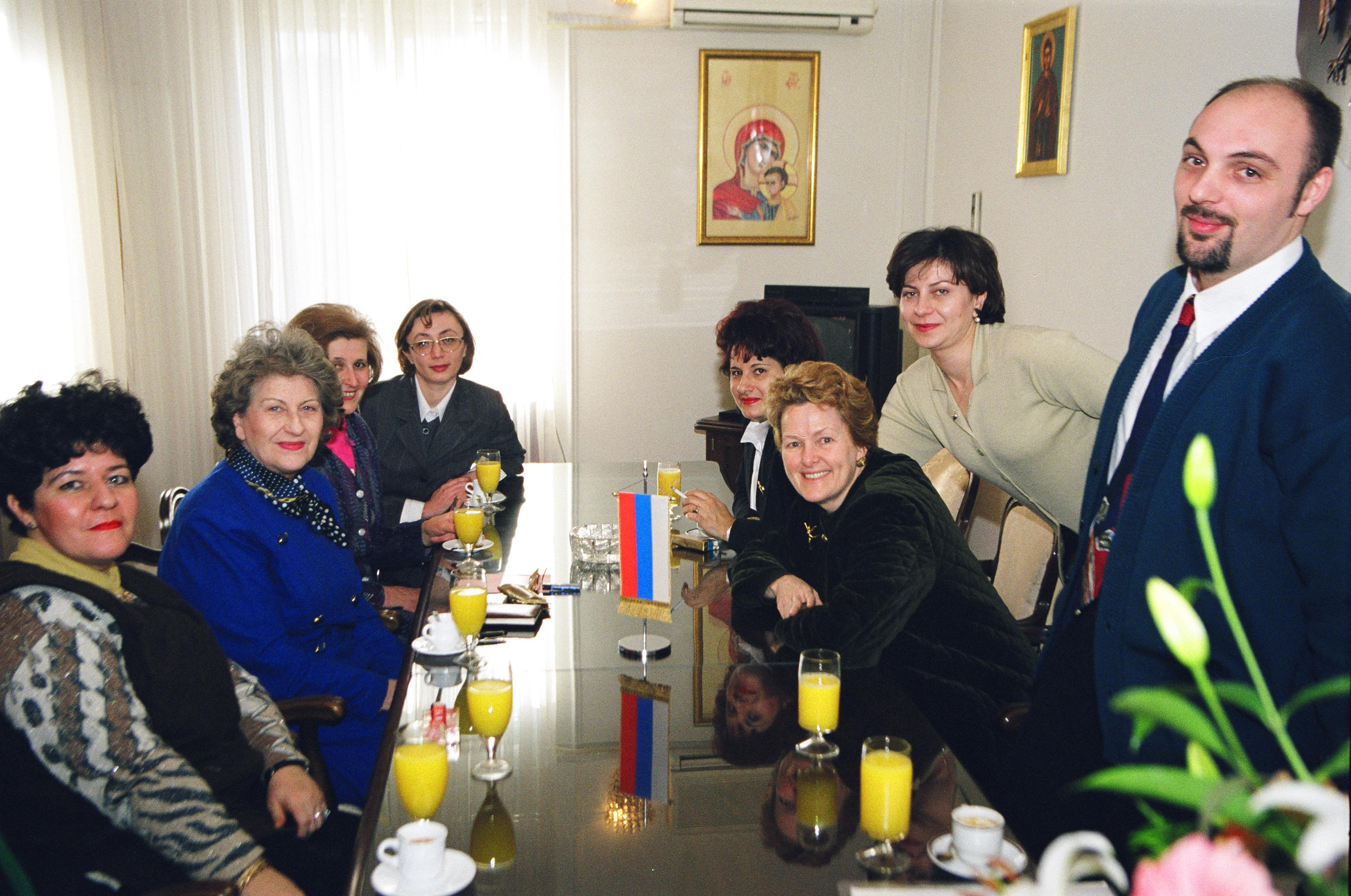
بيليانا بلافشيتش وقيادات أخرى من نساء صرب البوسنة والهرسك في بانيا لوكا.

أعلن بلافشيتش أن «ستة ملايين صربي يمكن أن يموتوا حتى يتمكن الستة ملايين المتبقيين من العيش بحرية» واعتبرت التطهير العرقي الذي نفذ ضد غير الصرب خلال الحرب «ظاهرة طبيعية». في يوليو 1993 في بيان إلى بوربا زعم بلافشيتش أن صرب البوسنة والهرسك متفوقون عرقيا وإثنيا على مسلمي البوسنة والهرسك وادعى أن:
في عام 1994 صرحت بلافشيتش بأنها وغيرها من القوميين الصرب غير قادرين على التفاوض مع البوشناق بسبب الجينات:
هذا البيان الذي أدلت به بلافشيتش والتي ساوت مجموعة عرقية معينة بمرض أو داء تمت مقارنته بكيفية تحديد النازيين لليهود.
اتفاقية دايتون الموقعة في عام 1995 حظرت رئيس جمهورية صرب البوسنة رادوفان كاراديتش من منصبه وتم اختيار بلافشيتش للترشح كمرشح الحزب الديمقراطي الاجتماعي لمنصب رئيس جمهورية صرب البوسنة لولاية مدتها سنتان.
فويسلاف شيشيلي في محاكمة ميلوسيفيتش وصف دوافع كاراديتش لترشيحها.
قطعت علاقاتها مع الحزب الديمقراطي الصربي وشكلت تحالف الشعب الصربي لجمهورية صرب البوسنة ورشحت ميلوراد دوديك العضو آنذاك في برلمان جمهورية صرب البوسنة التي كان لحزب تحالف الديمقراطيين الاشتراكيين المستقلين نائبان فقط لمنصب رئيس الوزراء. خسرت انتخابات عام 1998 أمام المرشح المشترك للحزب الديمقراطي الصربي والحزب الراديكالي الصربي لجمهورية صرب البوسنة نيكولا بوبلاشين. كانت مرشحة لائتلاف «سلوغا» الإصلاحي. خلال فترة وجودها في السجن أصدرت كتاب بعنوان «الشهود» يكشف عن العديد من جوانب الحياة السياسية في جمهورية صرب البوسنة في زمن الحرب. في عام 1998 كافأت بلافشيتش مومتشيلو جوييتش وهو قائد تشيتنيك والمتعاون النازي بجائزة فخرية.

## لائحة الاتهام والحكم الصادرة عن المحكمة الجنائية الدولية ليوغوسلافيا السابقة
وجهت إليها المحكمة الجنائية الدولية ليوغوسلافيا السابقة لائحة اتهام مع مومشيلو كراييشنيك ورادوفان كاراديتش بتهمة «خلق ظروف معيشية مستحيلة وتكتيكات الاضطهاد والإرهاب من أجل تشجيع غير الصرب على مغادرة المنطقة وإبعاد المترددين في المغادرة وتصفية الاخرين». ووجهت لائحة الاتهام إلى بيليانا بلافشيتش ما يلي:
- تهمتان تتعلقان بالإبادة الجماعية (المادة 4 من النظام الأساسي للمحكمة - الإبادة الجماعية و / أو التواطؤ في ارتكاب الإبادة الجماعية).
- خمس تهم بارتكاب جرائم ضد الإنسانية (المادة 5 منها - الإبادة والقتل والاضطهاد لأسباب سياسية وعرقية ودينية والترحيل وبدل من ذلك الأفعال اللاإنسانية).
- تهمة واحدة تتعلق بانتهاكات قوانين الحرب أو أعرافها (المادة 3 - القتل العمد).

استسلمت طواعية للمحكمة الجنائية الدولية ليوغوسلافيا السابقة في 10 يناير 2001 وأفرج عنها مؤقتا في 6 سبتمبر.
في 16 ديسمبر 2002 اعترفت بالمحكمة الجنائية الدولية ليوغوسلافيا السابقة لتقديم إقرار بالذنب في تهمة واحدة بارتكاب جرائم ضد الإنسانية لدورها في توجيه الحرب واستهداف المدنيين وأعربت عن «ندمها الكامل» مقابل إسقاط المدعين سبع تهم أخرى بارتكاب جرائم حرب بما في ذلك تهمتي إبادة جماعية. وكرر بيان بلافشيتش الذي تمت قراءته بلغتها الأم الصربية اعترافها بالذنب. وقالت إنها رفضت تصديق قصص الفظائع ضد البوشناق والكروات وقبلت بلا شك الادعاءات بأن الصرب يقاتلون من أجل البقاء.
في مقابلة أجرتها في مارس 2005 مع تلفزيون بانيا لوكا البديل اعترفت بأنها اعترفت بالذنب لأنها لم تستطع إثبات براءتها لأنها لم تتمكن من العثور على الشهود الذين سيدلون بشهاداتهم نيابة عنها. كررت هذا في مقابلة مع المجلة السويدية «في» في يناير 2009. وزعمت أنها اعترفت بالذنب من أجل تجنب التهم المتبقية ضدها بما في ذلك الإبادة الجماعية. ودفع اعترافها بالذنب محكمة لاهاي إلى تخفيض عقوبتها وإسقاط التهم المتبقية. كان من المحتمل أن يُحكم على بلافشيتش بالسجن لمدة تتراوح بين 20 و 25 عام إذا لم تكن قد اعترفت بالذنب وكان من الممكن أن تؤخذ التهم الثمانية في الاعتبار.
حُكم عليها بالسجن 11 عام. أمضت عقوبتها في سجن النساء هينسبرغ في فروفي في مقاطعة أوريبرو في السويد (منذ 26 يونيو 2003). في ديسمبر 2008 رفضت وزارة العدل السويدية طلب عفو من بلافشيتش. وقد أشارت إلى «التقدم في السن وتدهور الحالة الصحية وظروف السجن السيئة» كأسباب لطلبها. زيليكو كومشيتش العضو الكرواتي في رئاسة البوسنة والهرسك كتب رسالة إلى السلطات السويدية في سبتمبر 2008 يحثها فيها على عدم إطلاق سراح بلافشيتش مشيرا إلى أن «أي عمل من أعمال الرحمة سيكون خطأ كبير وإهانة للضحايا وعائلاتهم من الضحايا».
في 14 سبتمبر 2009 قال باتريك روبنسون رئيس المحكمة الجنائية الدولية ليوغوسلافيا السابقة التابعة للأمم المتحدة إن بلافشيتش «يبدو أنه أظهر أدلة قوية على إعادة التأهيل» وقبلت المسؤولية عن جرائمها. تابعت التايمز أنه «بموجب القانون السويدي تصبح مؤهلة للإفراج عنها في 27 أكتوبر بعد أن أمضت ثلثي مدتها على الرغم من عدم تحديد تاريخ إطلاق سراحها». تم إطلاق سراحها في 27 أكتوبر 2009. في نفس اليوم قدم ميلوراد دوديك رئيس وزراء جمهورية صرب البوسنة طائرة حكومية تابعة لجمهورية صرب البوسنة لنقل بلافشيتش ورحب بها في بلغراد بعد إطلاق سراحها المبكر من سجن سويدي. وأشار دوديك إلى «أسباب أخلاقية بحتة» للقيام بذلك. في 10 نوفمبر 2009 كشف ميلوراد دوديك أنه يفكر بجدية في منح بلافشيتش مكتب في مجلس الشيوخ. وذكر «نعمل على مراجعة قانون رئيس الجمهورية والذي من شأنه أن يمنح بلافشيتش وغيرها من الرؤساء السابقين فرصة التمتع ببعض الامتيازات مثل المنصب والتعويض النقدي والمستشار والسكرتير والسيارة الرسمية مع سائق وهكذا دواليك».